# Jag göt mitt blod för dig
Jag göt mitt blod för dig  är en ursprungligen engelsk psalmtext av Frances Ridley Havergal. Den hör till Ira D. Sankeys Sankeys Sacred Songes, som gavs ut under 1860-70-talen i USA. Den översattes till svenska av Erik Nyström och publicerades i sjätte häftet av Sånger till Lammets lof år 1877. Sången har sex 4-radiga verser,
Melodin komponerade av  William Henry Havergal och är i 3/4 takt och C-dur

## Publicerad i
- Sånger till Lammets lof 1877 nr 171 med titeln "Detta gjorde jag för dig, hwad har du gjort du för mig?".
- Sions Sånger 1951 nr 92.
- Sions Sånger 1981 nr 19 under rubriken "Från Getsemane till Golgata".